# Sierra de Quila

"Árbol La Lira" pinus michoacana,Symbol des Schutzgebietes "Sierra de Quila"

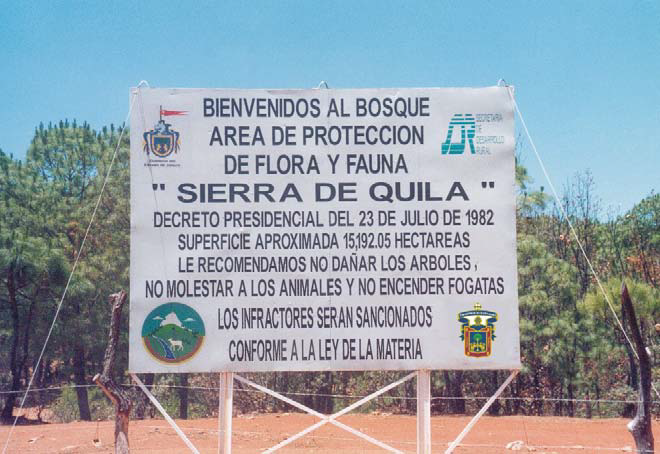
Eingang zum Schutzgebiet "Sierra de Quila"

Das Gebirge Sierra de Quila befindet sich in einer bewaldeten Region des mexikanischen Bundesstaates Jalisco südwestlich der Stadt Guadalajara etwa von Ostnordost nach Westsüdwest verlaufend und wird durch die Gemeinden (municipios) Tecolotlán, Tenamaxtlán, Atengo, San Martín Hidalgo und Cocula eingerahmt. Das gesamte Gebiet der Sierra de Quila umfasst 32.000 Hektar, der Teil des Naturschutzgebietes (ANP; área natural protegida) Sierra de Quila ca. 15.500 Hektaren.

## Topografie
Der Bundesstaat Jalisco ist in die Kontaktzone zwischen der Sierra Madre Occidental und der Eje Neovolcánico Transversal (oder Transmexikanisches Vulkangebirge) innerhalb der Sierra Madre Occidental und der Sierra Madre del Sur eingebettet. Die Sierras in Mexiko stellen Fortsetzungen der nordamerikanischen Kordilleren dar. Starke endogene und exogene Vorgänge sind die Ursache für die stark differenzierte Landschaft. Mit einem gebirgigen Relief und Tälern von geringer Ausdehnung ist die Sierra de Quila Teil des Zentralmexikanischen Vulkangebirges (Eje Volcánico Transversal, Subprovinz Sierras de Jalisco), zu der beispielsweise auch der bekannte Volcán de Colima gehört. Gefälle von 15–60 % betonen die starke Reliefenergie der Sierra de Quila, wo auf einer Distanz von wenigen Kilometern ein Anstieg von bis zu 1500 m zu verzeichnen ist. Die Höhen des Gebietes reichen von 1300 m bis 2560 m auf dem Berg Cerro El Huehuentón. Andere, über 2000 m hohe Berge sind u. a. Cerro El Campanario (2250 m), Cerro Los Lobos (2200 m), Cerro El Picacho Aspero (2300 m) und Cerro La Cruz (2050 m). Die Grenze des Naturschutzgebiete verläuft entlang einer Isohypse von 2000 m im Norden und 1600 m im Süden. Die größte Hochfläche (meseta) befindet sich im Nordosten der Sierra de Quila auf 1950 m, auf ihr liegt die Namensgeberin der Sierra, die Ortschaft Quila El Grande. Durch die morphologische Gliederung des Gebietes kommt es zu ausgeprägten Unterschieden beim Niederschlag aufgrund von Luv-Lee-Effekten.

## Geologie
Prägendes Ereignis für das Landschaftsbild der Sierra waren starke vulkanische Aktivitäten im Tertiär. Nur kleine Bereiche sind älteren Datums und kretazischen Ursprungs. Zahlreiche geologische Brüche, Verwerfungen, Vulkangebilde, tektonische Gräben und Täler bilden geomorphologische Regionalstrukturen. Das Gebiet setzt sich in der Hauptsache aus Extrusivgestein, besonders Feldspat-Basalt zusammen. Dieses Ergussgestein findet sich auf 80 % des Territoriums. Im Nordosten der Sierra trifft man auf eine größere Verbreitung von Tuffen. Ein kleiner Bereich südwestlich wird von 65 Millionen Jahre alten Graniten durchragt, während letztlich südlich von Quila El Grande mit geringer Ausdehnung Alluvialböden quartären Ursprungs zu finden sind. Umgeben wird das Gebirge der Sierra de Quila von tertiären Sedimenten, vornehmlich Kalke und Kalksandsteine, die industriell abgebaut werden.

## Böden

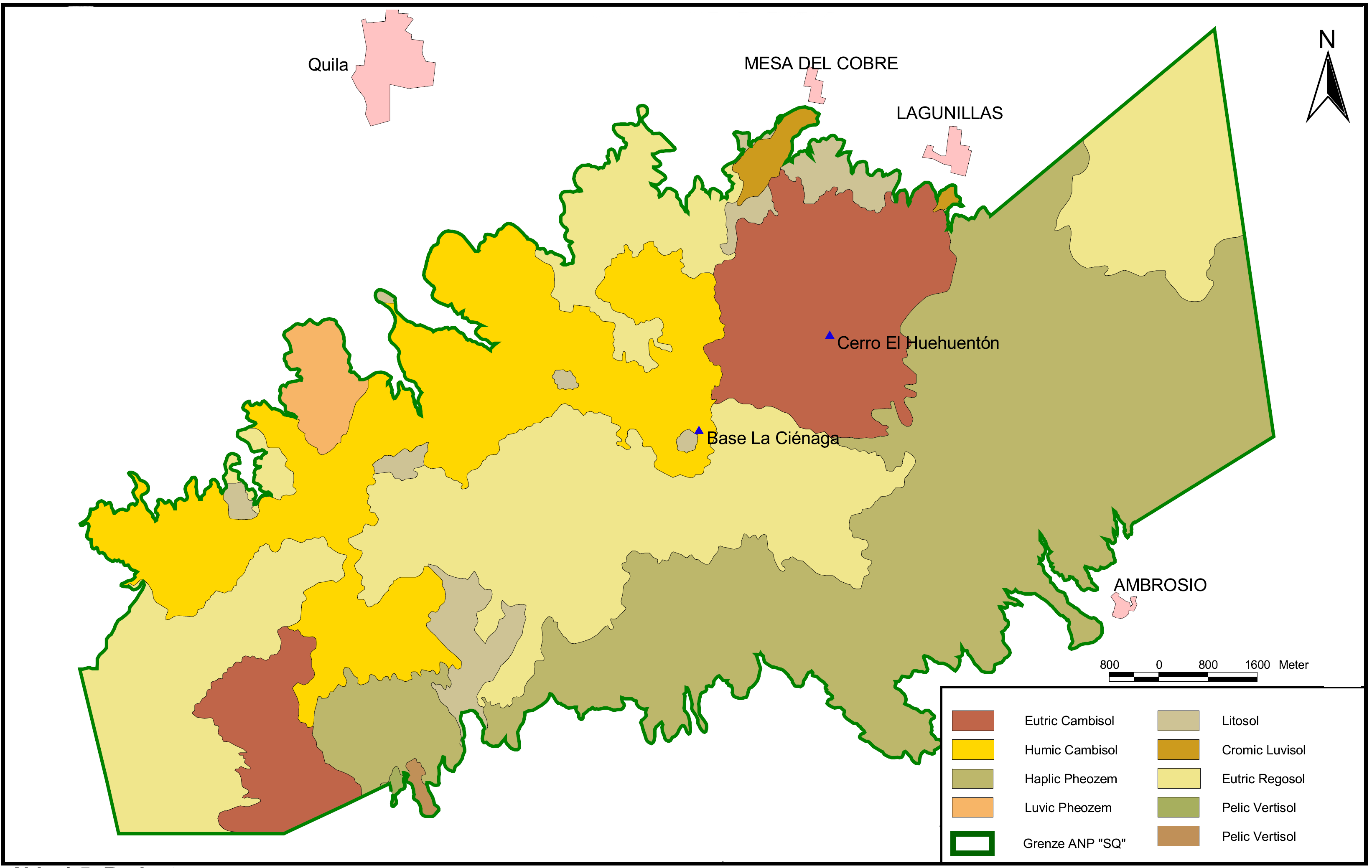
Bodentypen, Sierra de Quila

Dominierende Bodentypen (laut World Reference Base) sind die haplic Phaeozems, welche reich an organischem Material und Nährstoffen sind und zum anderen die armen, mäßig fruchtbaren eutric Regosols. Ersterer verteilt sich nordwestlich bei Quila El Grande und in der Umgebung, am Cerro El Huehuentón und punktweise in kleineren Bereichen der Sierra. Die Regosols finden sich vor allem im Zentrum des Gebietes. Sie sind durch ihre ungünstigen hydraulischen Verhältnisse besonders in der Trockenzeit benachteiligt, so dass sich hier rasch totes Brennmaterial akkumulieren kann und vorteilhafte Bedingungen für Waldbrände bietet. Andere vorkommende Böden sind: humic Cambisols, eutric Cambisols, luvic Phaeozem, Litosols, Vertisols (assoziiert mit Flussläufen) und Luvisols. Sie verhalten sich weitgehend unterschiedlich und sind auf kleinere Gebiete verteilt, so dass man nicht speziell auf das Waldbrandverhalten schließen kann.
Ein in der Sierra de Quila häufig auftretendes Problem ist das der Bodendegradation bzw. Bodenerosion infolge von unkontrollierter Entwaldung durch illegale Holzentnahme, Waldbrände und Schadinsekten.

## Hydrologische Verhältnisse
Einer der herausragenden Schutzgründe für die Sierra de Quila ist ihre Bedeutung als Wasserspeicher mit erheblicher Bedeutung für die Trink- und Nutzwasserversorgung für rund 80.000 Menschen des Umlandes. Das Gebirge bildet einen Teil der Wasserscheide, die einerseits das Einzugsgebiet des Río Ameca im Norden und andererseits das des Río Armería im Süden trennt. Viele Bachläufe, die Richtung Norden verlaufen, bilden den Río Grande, der wiederum den Stausee San Joaquín y Pedro Virgen speist und in den Hauptfluss Río Ameca mündet. Ursprünglich wurde der Chapala-See durch den Río Ameca entwässert, dessen Abfluss aber durch jungvulkanische Ablagerungen versperrt ist. Jetzt verläuft die Entwässerung über den Río Grande de Santiago, der in einem Durchbruchstal die Sierra Madre Occidental durchschneidet. Im Süden vereinigen sich die Wasserläufe des Río Tecolotlán und des Río Atengo zum Río Ayuquila, der der Bewässerung in der Landwirtschaft dient. Vor allem in der regenreichen Zeit der Monate Juli bis September sind die Fließgewässer wasserführend. Die Sierra de Quila begrenzt zusammen mit der Sierra de la Primavera, Sierra de Ahuisculco, dem Volcán de Tequila und der Sierra de Ameca ein hydrologisches Einzugsgebiet, Cuenca Tala-Ameca, mit einer Größe von ca. 13,4 km².

## Klimaverhältnisse
Der nördliche Wendekreis verläuft nördlich der Sierra de Quila, die damit strahlungsklimatisch den Tropen zugeordnet werden kann. Auf Grund der gebirgigen Topografie der Sierra de Quila korrespondiert der Höhengradient mit dem klimatischen Gradienten, das heißt, zwischen den Tälern und den höheren Lagen existieren unterschiedlich ausgeprägte Klimate mit gelegentlichem Frost.
Der randtropisch-subtropischen Lage wegen bestimmt die tropische Passatzirkulation und die außertropische Westwindzirkulation das Klima und die Witterung. Durch Verschiebung der innertropischen Konvergenzzone bis vor die Südwestküste Mexikos gerät das tropische Mexiko zum jahreszeitlichen Höchststand der Sonne in den Einflussbereich tropisch-konvektiver Niederschläge. Im Winter dagegen beeinflusst der randtropisch-subtropische Hochdruckgürtel mit absteigenden Luftbewegungen das Land und es kommt zu wolkenlosem und sehr trockenem Wetter. Als Konsequenz zu den Nordost-Passatströmungen ergibt sich außerdem das trockenere Klima der westlichen (pazifischen) Abdachung Mexikos und der Leeseiten der Gebirge im Passatschatten.
Eine wesentliche Grundlage für die Klima- und Vegetationsgliederung bildet die Anzahl der humiden und ariden Monate. Die Sierra de Quila liegt in einer semiariden Klimazone mit 4–6 humiden Monaten, Trockenklimate mit kurzer Regenzeit.
Es kann eine Klimaklassifikation nach W. Koeppen erfolgen, die von García modifiziert wurde. Zwei Subklimatypen dominieren. Der erste von beiden ist ein (A)C(W1)(W)-Klima: warm-gemäßigtes Klima, die Temperatur des kältesten Monats liegt zwischen 18 und −3 °C und ist gekennzeichnet von vorherrschendem Sommerregen. Das betrifft vor allem den zentralen Teil und etwa die Richtung Ost-West. Der andere Typ ist ein C(W2)(W)-Klima und findet sich hauptsächlich in Richtung Zentrum-Norden der Sierra. Es wird beschrieben als gemäßigt wintertrocken mit mittleren Jahrestemperaturen von 12 bis 18 °C, Temperaturen des kältesten Monats zwischen 18 und −3 °C. Der Niederschlag in der Sierra de Quila variiert innerhalb 700 und 1000 mm jährlich, kann aber bei 40 mm in der Trockenzeit zwischen Oktober und Juni liegen. Die Bedeutung dieser Klimaverteilung und des starken Reliefs wird bei der Untersuchung der Vegetationsformen deutlich.
Durch den Durchbruch des Río Grande de Santiago durch die Sierra Madre Occidental können pazifische Nordwestwinde ergiebigen Niederschlag nach Jalisco führen. Insgesamt hebt sich die Eje Neovolcánico Transversal mit Niederschlägen um oder über 1000 mm aus dem relativ trockenen Hochland heraus.

## Vegetation

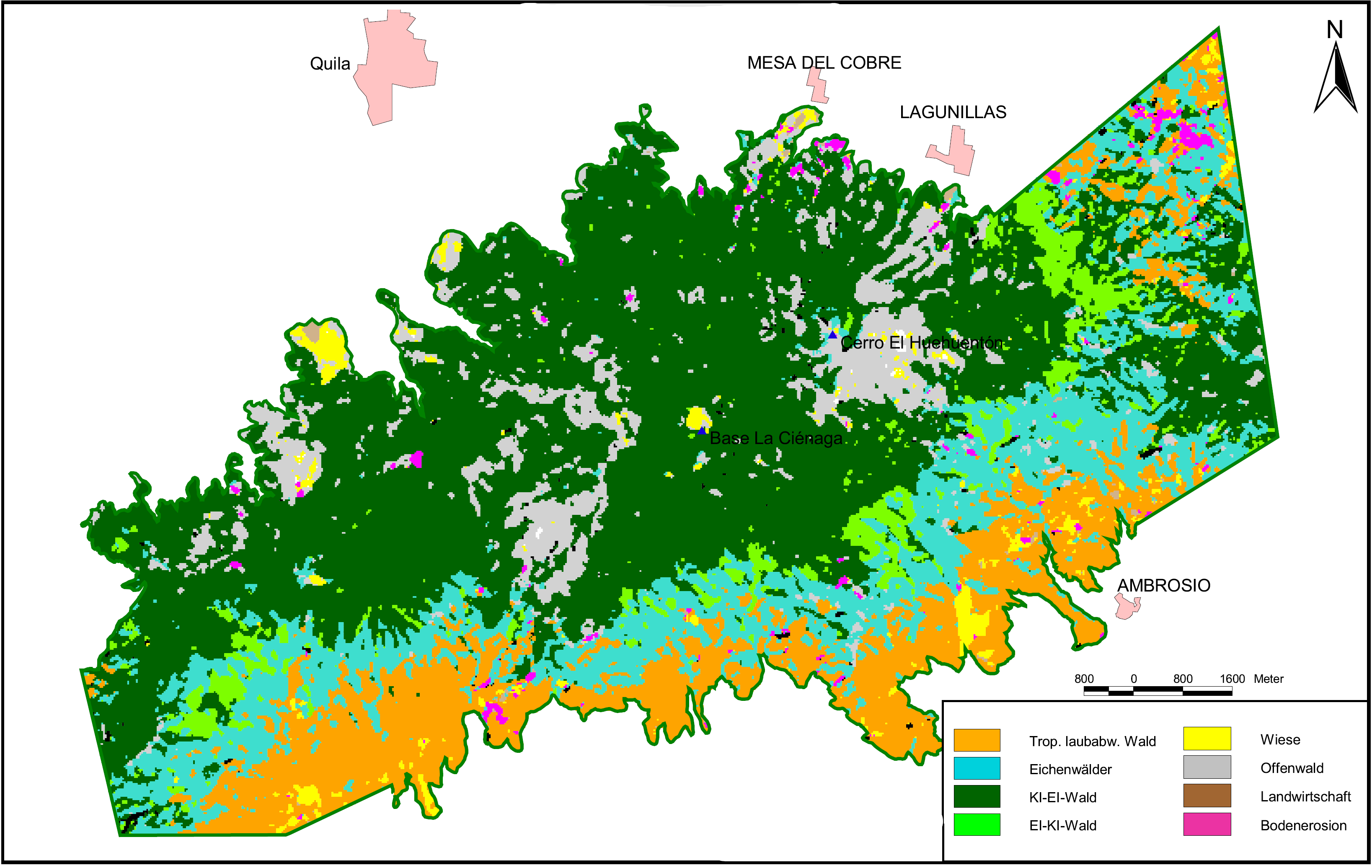
Vegetation der Sierra de Quila

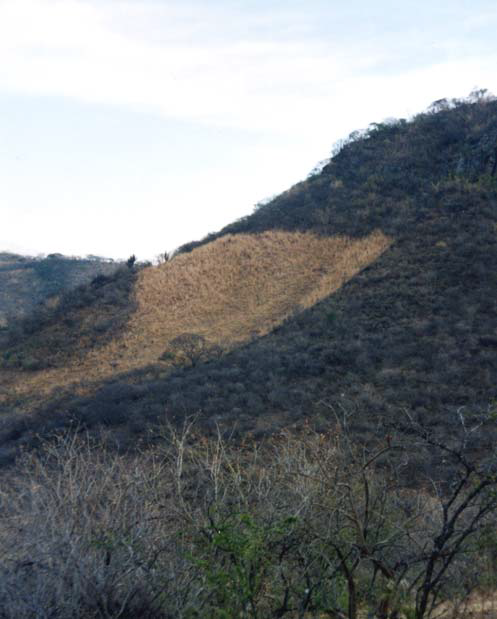
"Coamil", Wanderfeldbau (shifting cultivation)

Infolge der topografischen, klimatologischen, geologischen und edafologischen Charakteristiken des Gebirges präsentieren sich spezielle Vegetationstypen. Laut Rzedowski befindet sich die Sierra de Quila in einer Florenregion der Serranías Meridionales (Meridionalgebirge), in welcher Eichen-, Kiefern- und Eichen-Kiefern- bzw. Kiefern-Eichen-Wälder vorherrschen. Diese Gebiete sind diejenigen mit den größten Höhen in Mexiko und begünstigen ihrer zum Teil isolierten Lage wegen die Entwicklung zahlreicher endemischer Arten. Viele holarktische Arten (Eiche, Kiefer) sind wohl während der pleistozänen Kaltzeiten entlang der nordamerikanischen Kordilleren nach Mexiko eingewandert. Durch die Forscher der Universität von Guadalajara (Universidad de Guadalajara) Guerrero und Lopéz wurden 1997 erstmals für die Sierra de Quila Vegetationsuntersuchungen realisiert, die zeigten, von welcher Wichtigkeit die hier existierenden Spezies insgesamt für die genetischen Ressourcen Mexikos sind.
Die aufgezählten sechs Hauptvegetationstypen reflektieren die verschiedenen Umweltbedingungen, die Einfluss auf die Vegetation in der Sierra de Quila haben. Das sind zum einen die Bodentypen, die in Abhängigkeit vom Höhengradienten (1600 bis 2560 m) anzutreffen sind, aber auch die Voraussetzungen, die aus den variierenden topografischen, geologischen und klimatischen Gegebenheiten herrühren. Gegenwärtig ist die Vegetation der Sierra de Quila verschiedenen Störungen ausgesetzt, unter denen Waldbrände, illegaler Raubbau und Besiedlung, Überweidung, Wanderfeldbau und Krankheiten (Mistelarten und Insekten) die bedeutendsten sind. In den weniger durch Bodenerosion betroffenen Arealen der Sierra ist auch in der regenreichen Zeit keine intensive Bodenvegetation anzutreffen, nur vereinzelt gibt es eine wesentliche Gras- und Krautschicht. Anders sieht es mit der für den Übergang zwischen Boden- und Kronenschicht bedeutsamen Strauchvegetation aus. Hier existiert in Abhängigkeit von der Lage, Geländeklima und Geoökofaktoren eine Verteilung von dichten Matorral xerófilo (Dornenstrauchsavanne) oder Pastizal (Grasland), die aus laubabwerfenden Sträuchern, wie Heliocarpus terebinthaceus u. a. bestehen. An anderen Standorten fehlt der Strauchbewuchs komplett oder ist nur unscheinbar ausgeprägt.

## Straßen- und Wegenetz
Verkehrsmäßig ist das Gebirge ausreichend gut erschlossen, wenn auch Teile der Sierra nur zu Fuß erreichbar sind. Die Hauptfahrwege sind gepflastert oder lediglich im Inneren des Schutzgebietes unbefestigt. Das Gesamtwegenetz inklusive aller befahrbaren Breschen, Pfade oder Wege beträgt etwa 180 km. Die Bedeutung dieser Verteilung der Trassen wird deutlich, wenn man den anthropogenen Ursprung der meisten Waldbrände berücksichtigt. Da die Wege hauptsächlich von Tagesausflüglern, Campern und vor allem dem Transportverkehr benutzt werden, findet eine gleichmäßige Durchdringung des Gebietes statt. Also nicht nur touristisch bedeutende Orte (Basisstation La Ciénega, Salto Seco) sind stark frequentiert, sondern ebenso Verbindungsstraßen zum Abtransport von Holz oder Transitstraßen.
Es existieren etliche andere indirekte Verbindungen oder auch normale Zugangswege zur Holzentnahme, als Zufahrt nach La Ciénega oder zur Querung. Die genannten Ortschaften sind zudem Hauptzugang zur Sierra, in ihrer Nähe bewirtschaften landwirtschaftliche Genossenschaften (ejidos) den Boden, welche dennoch ein Teil des Schutzgebietes sind. Gegenwärtig wird an einer befestigten, u. U. asphaltierten Verbindung zwischen Quila El Grande und Tecolotlán gebaut. Durch die Schutzgebietsverwaltung (Comité pro Conservación de los Bosques y Manantiales de la Sierra de Quila) wird nun die Befürchtung geäußert, dass durch den leichteren Zugang zur Reservation vermehrt Touristen zur Störung beitragen und außerdem die neue Straße den Abtransport von illegal geschlagenem Holz erleichtert.